# Cordulegaster heros
Cordulegaster heros (лат.) — вид стрекоз семейства Cordulegastridae.

## Распространение
Этот вид является эндемиком юго-восточной Европы, распространён к югу от Братиславы. Наибольшая популяция в Венгрии. Северо-восточная граница ареала ещё плохо изучена. Имаго встречаются с июня по август.

## Внешний вид
Длина тела самца достигает 8—9 см, крылья длиной до 5 см. Самки крупнее: длина тела 9—11 см, а крыла — 6 см. Это самая крупная стрекоза, живущая в Европе, и одна из крупнейших живущих за пределами зоны тропического климата.

## Таксономия
Выделяют два подвида:
- Cordulegaster heros subsp. heros Theischinger, 1979
- Cordulegaster heros subsp. pelionensis Theischinger, 1979